# Otostephanos annulatus
Otostephanos annulatus is een raderdiertjessoort uit de familie Habrotrochidae. De wetenschappelijke naam van deze soort is voor het eerst geldig gepubliceerd in 1955 door Koniar.